# Chalmita, Ixmiquilpan
Chalmita är en ort i Mexiko.   Den ligger i kommunen Ixmiquilpan och delstaten Hidalgo, i den sydöstra delen av landet, 130 km norr om huvudstaden Mexico City. Chalmita ligger 2 019 meter över havet och antalet invånare är 158.
Terrängen runt Chalmita är huvudsakligen kuperad, men åt nordväst är den bergig. Terrängen runt Chalmita sluttar söderut. Runt Chalmita är det ganska tätbefolkat, med 155 invånare per kvadratkilometer. Närmaste större samhälle är Ixmiquilpan, 15,8 km söder om Chalmita. Trakten runt Chalmita består i huvudsak av gräsmarker.